# کلان‌زیاگان کاریزمایی

یک فیل (Loxodonta africana)، نمونه‌ای از کلان‌زیاگان کاریزمایی.

کلان‌زیاگان کاریزمایی (به انگلیسی: Charismatic megafauna)، گونه‌های جانوری بزرگی هستند - با ارزش نمادین یا جذابیت عمومی گسترده، و اغلب توسط کنشگران محیط‌زیست برای جلب حمایت عمومی برای هدف‌های محیط‌زیستی استفاده می‌شوند، از جمله ببرهای بنگال، شیرهای آفریقایی، فیل‌ها، نهنگ‌های آبی، نهنگ‌های گوژپشت، پانداهای غول‌پیکر، عقاب‌های سرسفید، کندورهای کالیفرنیا، فک‌های چنگی و پنگوئن‌ها و تعداد بی‌شماری دیگر می‌توان به این موارد اشاره کرد. در این تعریف، جانورانی مانند پنگوئن‌ها یا عقاب‌های سرسفید را می‌توان کلان‌زیاگان در نظر گرفت زیرا آنها از بزرگ‌ترین جانوران در جامعه جانوران محلی هستند و به‌طور نامتناسبی بر محیط خود تأثیر می‌گذارند. اکثر قریب به اتفاق گونه‌های کلان‌زیاگان کاریزمایی به دلیل شکار بی‌رویه، شکار غیرقانونی، تجارت بازار سیاه، تغییر آب و هوا، نابودی زیستگاه، گونه‌های مهاجم و بسیاری از دلایل دیگر در معرض تهدید و در خطر انقراض قرار دارند.